# Caroni Village
Caroni Village es una villa de Trinidad y Tobago, que forma parte de la región de Tunapuna-Piarco.

## Geografía
La villa abarca parte de la isla Trinidad y limita al norte con Pasea Extension, al sur con Frederick Settlement, al este con Kelly Village y al oeste con La Paille Village.

## Demografía
Datos demográficos de la villa de Caroni Village:
| Gráfica de evolución demográfica de Caroni Village entre 2000 y 2011 |
|                                                                      |